# هدر ناوئرت
هدر ناوْئِرت (انگلیسی: Heather Nauert؛ زادهٔ ۲۷ ژانویهٔ ۱۹۷۰) کفیل معاونت وزارت خارجه در امور عمومی و دیپلماسی عمومی و سخنگوی وزارت خارجه آمریکا در زمان ریاست جمهوری دونالد ترامپ است. او پیش‌تر گوینده خبر برنامه فاکس اند فرندز شبکه فاکس نیوز بوده‌است. وی در ۷ دسامبر ۲۰۱۸ ( ۱۵ آذر ۱۳۹۷) با حکم ترامپ، به عنوان نامزد سفیر ایالات متحده در سازمان ملل متحد اعلام و جانشین نیکی هیلی شد.
با وجودی که ترامپ انتخاب او را اعلام نمود اما ناوئرت هرگز به طور رسمی نامزد این سمت نشد. ناوئرت با توجه به ملاحظات خانوادگی اظهار داشت که می خواهد با انصراف از پذیرش این سمت این بار را از دوش خانواده اش بردارد و وی به این ترتیب از نامزدی خود در تاریخ ۱۶فوریه ۲۰۱۹ صرف نظر کرد هرچند در پروسه ارزیابی او مشخص شد که وی دارای یک پرستار بچه قانونی در کشور است که ویزای کار قانونی نداشته است. 

## فعالیت
او عضو شورای روابط خارجی است. شوهر وی از بانکداران سرمایه‌گذاری در گلدمن ساکس است.

## تحصیلات
ناوئرت لیسانس ارتباط را از کالج زنان ماونت ورنن و فوق لیسانس روزنامه‌نگاری را از دانشگاه کلمبیا دریافت کرده‌است.